# ケータイ刑事 銭形海
ケータイ刑事 銭形海（ケータイでか ぜにがたかい）は、BS-iにて2007年7月7日から2008年3月29日まで放送されたテレビドラマ。
ケータイ刑事 銭形シリーズの第6作目。1st、2nd、3rdの全シリーズともに全13話（計39話）。主演は大政絢。

## 概要

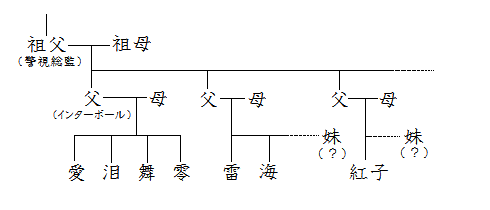
銭形家の家系図

警視総監を祖父に持つIQ180の女子高校生で、銭形雷の妹・銭形海が、携帯電話を武器に難事件を解決する刑事ドラマ。海の父親は、四姉妹の父親の弟。
シリーズ初の舞台化も行われた。いずれも公演の模様は編集され番組の題材として放送された。
3rdシリーズでは、松崎しげる扮する“マツ”こと松山進刑事が『ケータイ刑事 THE MOVIE2』以来の再登場にして新相棒となった。

### 特記
- 丹羽多聞アンドリウプロデューサーによると『THE MOVIE2』の劇中に役名とキャストのヒントが織り込まれており、これら小ネタ（トミーとマツコンビがあやとりをしており、「おお、まさにその通り」とのセリフが出てくる）や、丹羽プロデューサーの「6代目はカラオケが好き」といった発言などある。
- 本編の中盤に番組単独協賛者DOCOMOグループのCMがあるが、AパートとBパートの間に入る1分間放送されるCMの前後に大政（銭形海）が登場（1stシリーズのみ）。
- 1stと3rdシリーズの時はストレートヘアを下ろしていたが、2ndシリーズはポニーテールにしていた。

## キャスト
- 銭形海：大政絢
- 高村一平：草刈正雄（1stシリーズの出演）
- 五代潤：山下真司（2ndシリーズの出演）
- 松山進：松崎しげる（3rdシリーズの出演※テレビ（BS）シリーズ初登場）
- 柴田束志：大堀こういち
- 入電ボイス：小林麻耶（TBSアナウンサー、今シリーズよりキャスト表記）

※登場人物についての詳細はケータイ刑事 銭形シリーズの登場人物を参照。

## 放送リスト

### 1stシリーズ
※日付はBS-TBSにおける初回放送日。
| 話数 | タイトル                                               | 脚本     | 演出               | 出演者                                   | 初回放送日   |
| ---- | ------------------------------------------------------ | -------- | ------------------ | ---------------------------------------- | ------------ |
| 1    | マーメイド刑事登場！～素もぐりクイーン殺人事件         | 林誠人   | 小中和哉           | 宝積有香                                 | 2007年7月7日 |
| 2    | 波間の焼死体！～海のレストラン殺人事件                 | 加藤淳也 | 佐々木浩久         | 合田雅吏、岡あゆみ                       | 7月14日      |
| 3    | 言いつけを守らなかった男！～スッポンパパ殺人事件       | 小澤俊介 | 田沢幸治           |                                          | 7月21日      |
| 4    | 炎天下の殺意！～渚のお嬢様殺人事件                     | 加藤淳也 | 安藤尋             |                                          | 7月28日      |
| 5    | 本家vs元祖、女将の戦い！～フグ毒殺人事件               | 小澤俊介 | 保坂大輔           | 中原翔子、滝本ゆに                       | 8月4日       |
| 6    | 生きていた恐竜!?～未確認生物殺人事件                   | 加藤淳也 | 鈴木浩介           | 岡本信人                                 | 8月11日      |
| 7    | ダイエット界のカリスマ来日！～インストラクター殺人事件 | 三宅隆太 | 吉川厚志           |                                          | 8月18日      |
| 8    | BS初！ついに舞台だ！～超豪華！演劇者殺人事件 事件編    | 林誠人   | 丹羽多聞アンドリウ | 宝積有香、諏訪太朗、金剛地武志、遠山俊也 | 8月25日      |
| 9    | BS初！ついに舞台だ！～超豪華！演劇者殺人事件 捜査編    | 林誠人   | 丹羽多聞アンドリウ | 宝積有香、諏訪太朗、金剛地武志、遠山俊也 | 9月1日       |
| 10   | BS初！ついに舞台だ！～超豪華！演劇者殺人事件 混迷編    | 林誠人   | 丹羽多聞アンドリウ | 宝積有香、諏訪太朗、金剛地武志、遠山俊也 | 9月8日       |
| 11   | BS初！ついに舞台だ！～超豪華！演劇者殺人事件 解決編    | 林誠人   | 丹羽多聞アンドリウ | 宝積有香、諏訪太朗、金剛地武志、遠山俊也 | 9月15日      |
| 12   | ほんなこつ、このバカちんが！～方言教室殺人事件         | 林誠人   | 井口昇             | 原史奈                                   | 9月22日      |
| 13   | さよなら、相棒！～銭形海vs高村一平                     | 加藤淳也 | 篠崎誠             |                                          | 9月29日      |

### 2ndシリーズ
※日付はBS-TBSにおける初回放送日。
| 話数 | タイトル                                                       | 脚本     | 演出       | 出演者                                   | 初回放送日    |
| ---- | -------------------------------------------------------------- | -------- | ---------- | ---------------------------------------- | ------------- |
| 1    | スニーカー、復活！～エリーゼのためにならない殺人事件           | 林誠人   | 吉川厚志   | 宝積有香、有坂来瞳                       | 2007年10月6日 |
| 2    | 死んでも書きます！～脚本家・石原武龍殺人事件                   | 小澤俊介 | 小中和哉   | 石原武龍、中丸シオン                     | 10月13日      |
| 3    | キミは超能力を信じるか？～テレポーテーション殺人事件           | 三宅隆太 | 吉川厚志   | 三波伸介                                 | 10月20日      |
| 4    | 明日のスターを目指せ！？芸能プロダクション社長殺人事件         | 加藤淳也 | 佐々木浩久 | 三輪ひとみ                               | 10月27日      |
| 5    | おしどり夫婦の悲劇!?～立てこもり殺人事件                       | 小澤俊介 | 堀英樹     | 本間剛                                   | 11月3日       |
| 6    | 出た！骨董マニアの亡霊!?～ノロイのヨロイ殺人事件               | 三宅隆太 | 山本剛義   |                                          | 11月10日      |
| 7    | 暗闇の暗殺者！～銭形海vs完全犯罪の男                           | 加藤淳也 | 浜弘大     | 細田よしひこ、森田ガンツ                 | 11月17日      |
| 8    | 私を水族館に連れてって!～シーパラ尾行大作戦                    | 林誠人   | 三原光尋   | 林和義、小林正寛                         | 11月24日      |
| 9    | 恋愛泥棒現る！～謎の怪盗予告事件                               | 渡辺千穂 | 古厩智之   | 星野真里                                 | 12月1日       |
| 10   | BS初のサイレント！～パントマイム爆弾事件                       | 林誠人   | 廣木隆一   |                                          | 12月8日       |
| 11   | 歌だ！祭だ！芸術だ！～ケータイ刑事文化祭inゴルゴダの森（前編） | 加藤淳也 | 鈴木浩介   | パパイヤ鈴木、金剛地武志                 | 12月15日      |
| 12   | 歌だ！祭だ！芸術だ！～ケータイ刑事文化祭inゴルゴダの森（後編） | 加藤淳也 | 鈴木浩介   | パパイヤ鈴木、金剛地武志、シン・ドンウク | 12月22日      |
| 13   | さよなら五代さん！～恐怖の神経ガス殺人事件                     | 三宅隆太 | 佐々木浩久 | 峰岸徹                                   | 12月29日      |

### 3rdシリーズ
※日付はBS-TBSにおける初回放送日。
| 話数 | タイトル                                                                                              | 脚本       | 演出       | 出演者                                 | 初回放送日   |
| ---- | --- | ---------- | ---------- | -------------------------------------- | ------------ |
| 1    | 噂の刑事ついに登場！～日焼け書道家殺人事件                                                            | 林誠人     | 古厩智之   | 宝積有香、中原和宏                     | 2008年1月5日 |
| 2    | 吸われる魂！～血を吸うカメラ殺人事件                                                                  | 豊島圭介   | 堀英樹     |                                        | 1月12日      |
| 3    | ザバーンザバーンは異国の香り！～プリンセス暗殺計画                                                    | 加藤淳也   | 高成麻畝子 | デビット伊東                           | 1月19日      |
| 4    | 松山刑事、最大の危機！～会社社長誘拐殺人事件                                                          | 林誠人     | 平野俊一   |                                        | 1月26日      |
| 5    | 川渕浩探検隊シリーズ！～海底洞窟の謎を追え！殺人事件                                                  | 佐々木浩久 | 浜弘大     | 滝本ゆに、佐々木浩久                   | 2月2日       |
| 6    | 時を超えた指紋!?～タイムスリップ殺人事件                                                              | 三宅隆太   | 片岡K      | 斎藤洋介                               | 2月9日       |
| 7    | BS初!ついにやるのかフィギュア劇!?～銭形海、世界を駆ける！                                             | 加藤淳也   | 熊谷祐紀   |                                        | 2月16日      |
| 8    | タキシード刑事来日！～ムータコ殺人事件                                                                | 小澤俊介   | 酒井聖博   | シン・ドンウク                         | 2月23日      |
| 9    | 女子高生刑事はケータイ電話の夢を見るか～銭形海の悪夢                                                  | 加藤淳也   | 堀英樹     | 佐藤二朗、諏訪太朗                     | 3月1日       |
| 10   | シリーズ最後の舞台!!遂に公開！後悔しないよ！死の航海?! ～超豪華キングアンドリウII世号殺人事件 事件編  | 林誠人     | 小中和哉   | 宝積有香、金剛地武志、遠山俊也、林和義 | 3月8日       |
| 11   | シリーズ最後の舞台!!遂に公開！後悔しないよ！死の航海?!! ～超豪華キングアンドリウII世号殺人事件 捜査編 | 林誠人     | 小中和哉   | 宝積有香、金剛地武志、遠山俊也、林和義 | 3月15日      |
| 12   | シリーズ最後の舞台!!遂に公開！後悔しないよ！死の航海?!! ～超豪華キングアンドリウII世号殺人事件 解決編 | 林誠人     | 小中和哉   | 宝積有香、金剛地武志、遠山俊也、林和義 | 3月22日      |
| 13   | さらば松山刑事！～愛のメモリーは聞こえるか？                                                          | 加藤淳也   | 小中和哉   |                                        | 3月29日      |

## 舞台
ケータイ刑事 銭形海 BS初！ついに舞台だ！〜超豪華！演劇者殺人事件
2007年7月21日から29日に赤坂レッドシアターにて舞台公演が行われ、8月25日と9月1日、8日、15日放送の番組の題材となった。
ケータイ刑事 銭形海～歌だ！祭りだ！芸術だ！〜ケータイ刑事文化祭inゴルゴダの森〜
2007年11月24日に新宿シアターアプルにて「ゴルゴダの森文化祭」が開催され、こちらも12月15日、22日放送の番組の題材となった（この文化祭にシン・ドンウクという韓国の俳優が出演し、KBSでも取り上げられた。日本でもスカパーで配信されているKBSのテレビ国際放送「KBSワールドTV」で紹介された）。
ケータイ刑事 銭形海 シリーズ最後の舞台!! 遂に公開！後悔しないよ!死の航海?!〜超豪華客船キングアンドリウ2世号殺人事件
2008年2月23日から24日に東京グローブ座にて「銭形海」としては最後の舞台公演が行われ、3月8日、15日、22日放送の番組の題材となった。

## CDブック
- ケータイ刑事 銭形海 TSPO ドルフィンガールズショー スピンオフは映画だけではないのだよ、ワトソン君!(2008年6月27日発売)

## DVD
ケータイ刑事 銭形海 DVD-BOX I
- DVD-Video 四枚組（本編DISC×三枚＋特典DISC）
- 規格番号: BBBJ-9281
- 2008年6月27日発売
- 初回特典: 銭形海携帯ストラップ（錨型）
- 発売元: TBS(BS-TBS)
- 販売元: 株式会社ハピネット・ピクチャーズ

ケータイ刑事 銭形海 DVD-BOX II
- DVD-Video 四枚組（本編DISC×三枚＋特典DISC）
- 規格番号: BBBJ-9282
- 2008年8月29日発売
- 初回特典: 大漁旗手ぬぐい
- 発売元: TBS(BS-TBS)
- 販売元: 株式会社ハピネット・ピクチャーズ

ケータイ刑事 銭形海 DVD-BOX III
- DVD-Video 四枚組（本編DISC×三枚＋特典DISC）
- 規格番号: BBBJ-9283
- 2008年12月21日発売
- 初回特典: 銭形海ストラップ（古銭型）
- 発売元: TBS(BS-TBS)
- 販売元: 株式会社ハピネット・ピクチャーズ

ケータイ刑事 文化祭 in ゴルゴダの森 〜 銭形海 + THE MOVIE2.1
- DVD-video 三枚組（本編DISC×二枚＋特典DISC）
- 規格番号: BIBJ-7573
- 2008年3月21日発売
- 初回特典:上記にある特典DISC
- 発売元: TBS(BS-TBS)
- 販売元:株式会社ハピネット・ピクチャーズ

ケータイ刑事 銭形海 夏舞台完全版 BS初！ついに舞台だ！〜超豪華！演劇者殺人事件
- DVD-video 二枚組
- 規格番号: BBBJ-7351
- 2008年4月25日発売
- 初回特典:大入袋入りトレーディングカード
- 発売元: TBS(BS-TBS)
- 販売元: 株式会社ハピネット・ピクチャーズ

ケータイ刑事 銭形海 冬舞台完全版 ついに公開!後悔しないよ!死の航海!〜超豪華客船キングアンドリウII世号
- DVD-video 二枚組
- 規格番号: BBBJ-7352
- 2008年10月24日発売
- 封入特典:大入袋入りトレーディングカード
- 発売元: TBS(BS-TBS)
- 販売元: 株式会社ハピネット・ピクチャーズ